# 西洞院時長
西洞院時長（にしのとういん ときなが、明応元年（1492年） - 没年不明）は、室町時代中期の公卿。

## 官歴
- 永正2年（1505年）：右兵衛佐
- 永正5年（1508年）：正五位下
- 永正11年（1514年）：従四位下
- 永正15年（1518年）：従四位上
- 永正18年（1521年）：右兵衛督
- 大永3年（1523年）：正四位下
- 天文6年（1537年）：従三位
- 天文9年（1540年）：参議
- 天文10年（1541年）：正三位、遠江権守
- 天文14年（1545年）：従二位
- 天文20年（1551年）：備中権守
- 弘治2年（1556年）：出家のため致仕

## 系譜
- 父：西洞院時顕
- 子：西洞院時当